# Salon de Bruxelles de 1845
Le Salon de Bruxelles de 1845 est la treizième édition du Salon de Bruxelles, exposition périodique d'œuvres d'artistes vivants. Il a lieu en 1845, du 15 août au 6 octobre dans les anciens appartements du palais de Charles de Lorraine à Bruxelles, à l'initiative de la Société royale de Bruxelles pour l'encouragement des beaux-arts.
Ce Salon est le cinquième organisé depuis l'Indépendance de la Belgique en 1831. Les prix sont remis sous forme de médailles d'or et de vermeil, ainsi que de récompenses pécuniaires.
Il ne s'y trouve pas de tableaux capitaux, mais un plus grand nombre de productions d'un mérite réel qu'aux salons précédents. Les jeunes peintres ont acquis une indépendance de manière absente lors de ces dernières années.

## Organisation
Pour chaque exposition, les dates et l'organisation générale sont fixées par Arrêté royal, sur proposition du ministre responsable. La commission directrice de l'exposition est ensuite nommée par Arrêté ministériel, le règlement de l'exposition est également fixé par Arrêté ministériel. Chaque Salon est donc géré par une commission directrice distincte.

## Contexte
Ce Salon est le cinquième organisé depuis l'Indépendance de la Belgique en 1831. L'exposition de 1845 constitue un ensemble satisfaisant. Il ne s'y trouve pas de tableaux capitaux, mais un plus grand nombre de productions d'un mérite réel qu'aux salons précédents. Les jeunes peintres ont acquis une indépendance de manière absente lors de ces dernières années.

## Catalogue

### Données générales
Alors que le Salon de 1842 comprenait près de 747 numéros, l'édition de 1845 en propose 846. Parmi ces objets figurent 500 tableaux d'histoire, de genre ou de chevalet, 100 portraits, 88 statues, …,.

### Peinture

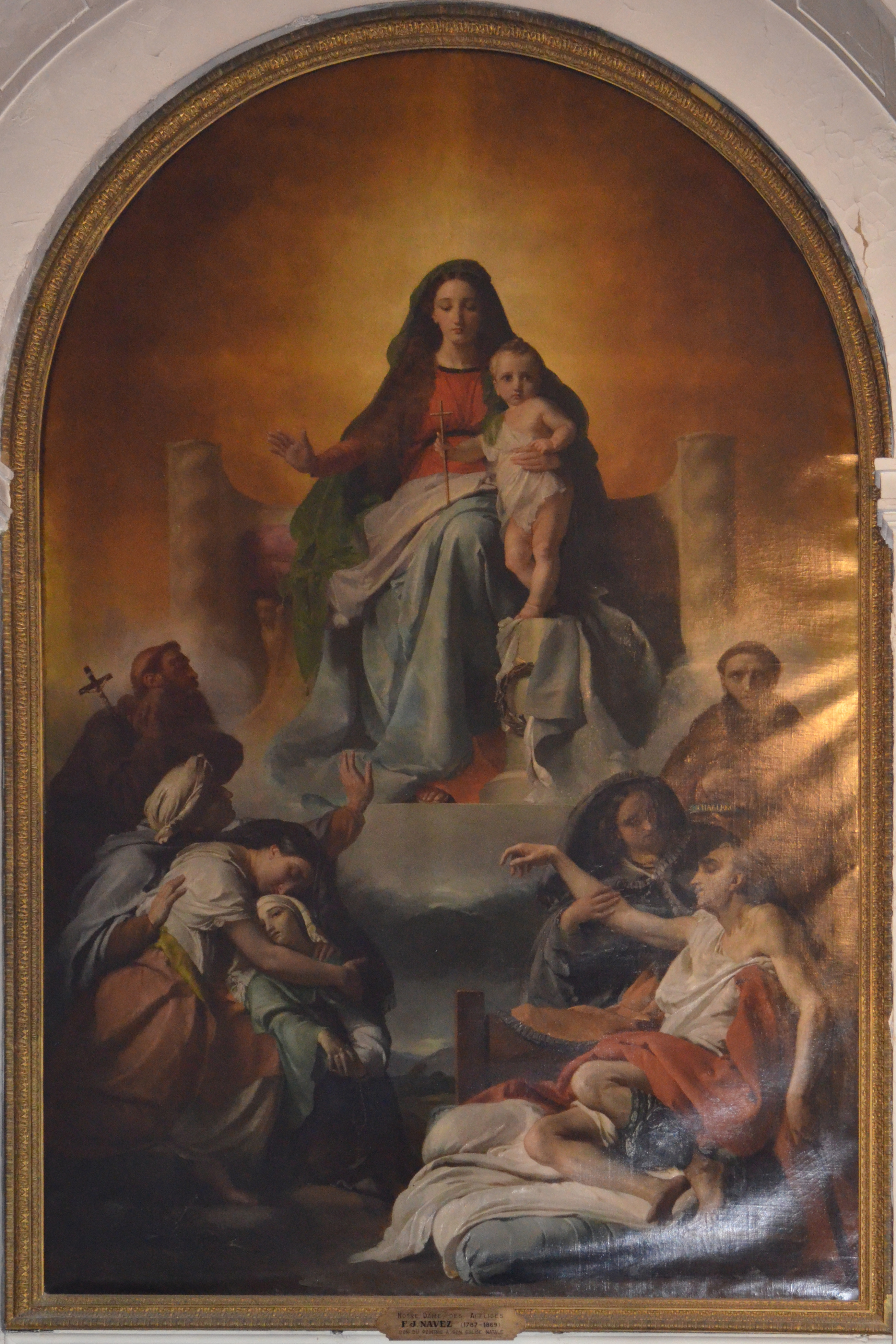
Notre-Dame des affligés par François-Joseph Navez.

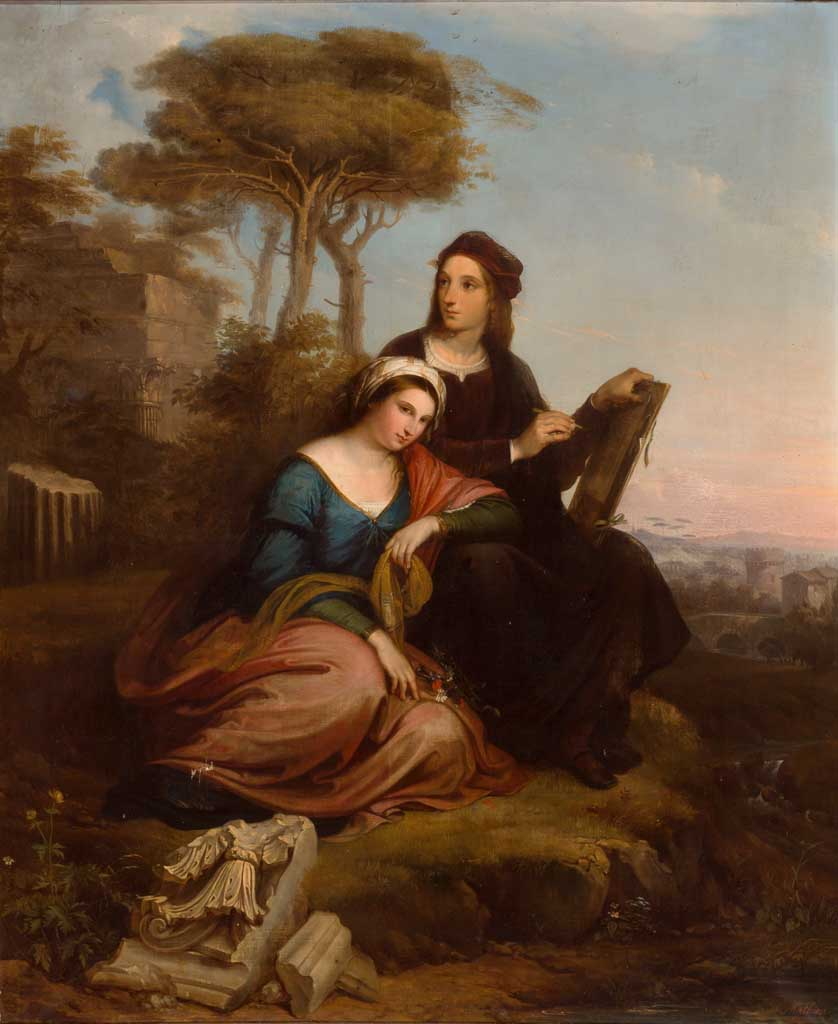
Raphaêl et la Fornarina par Lambert Mathieu (1840).

Selon le Journal de Bruxelles, le Salon est riche, d'une richesse relative pourtant. Les tableaux de genre abondent, les paysages se comptent, tandis que les œuvres historiques sont difficiles à découvrir. Les portraits sont représentés par Louis Gallait, Henri Lehmann, François-Joseph Navez et Jean-François Portaels.
Antoine Wiertz a modifié son Patrocle, il l'a revu, agrandi et corrigé et sa reprise est louable. Ernest Slingeneyer propose également une toile d'histoire, Mort héroïque de Jean Jacobsen d'Ostende, lors du blocus de cette ville en 1622, mais avec moins d'élévation. L'art religieux est avantageusement représenté par Navez et Notre-Dame des Affligés, une composition empreinte de poésie, la plus aboutie de l'artiste, destinée à l'église Saint-Antoine-de-Padoue de Charleroi. Fanny Geefs, qui jusqu'ici a proposé des œuvres poétiques, expose cette fois une Vierge consolatrice des affligés qui constitue un succès, recevant une commande du gouvernement. Quant aux peintures religieuses, Lambert Mathieu expose Raphaël et la Fornarina.
Parmi les paysages, Vue prise des bords de l'Amblève de Théodore Fourmois montre de précieuses qualités. Joseph Quinaux propose trois paysages, d'un style probablement moins moelleux et moins habile, mais plus original et attestant des progrès de l'artiste. Ferdinand Marinus ne progresse plus et se soutient : son Marché, habilement peint est trop étoffé et confus. Charles van den Eycken expose Cascade de la Forêt Noire, un vrai joyau.
Plusieurs marines sont présentes : celles de Paul Clays, d'une grande puissance, deux autres de Henri Lehon, reconnu comme un savant peintre de marines, et également cinq tableaux de Alexandre Thomas Francia, artiste en progrès, au style à la fois simple et original.
Le graveur Pierre De Vlamynck, de Bruges, expose quatre dessins : La Vierge à la pomme (dessin d'après Hemling), Sainte Catherine (dessin), Sainte Barbe (d'après le tableau Le Mariage mystique par Hemling) et Annette Lyle et Allan Mac-Auley (dessin d'après Nicaise De Keyser). Le critique Victor Joly juge cette dernière œuvre très correcte et très exacte.

### Sculpture et médailles
Le groupe en marbre destiné au tombeau d'un comte et exécuté par Guillaume Geefs représente une des œuvres principales du Salon, mais son exécution présente des défauts au niveau des trois allégories. En revanche, son autre groupe en marbre La Beauté dévoilée par l'amour est une composition réussie. Pour la première fois au Salon, deux statues en plâtre traitant exactement du même sujet de la même manière sont exposées : L'Amour captif exécutées, l'une par Charles-Auguste Fraikin et l'autre par Joseph Jaquet. Jaquet expose également un buste en marbre, Jeune fille au papillon, aussi représenté par Charles Geerts. Plusieurs autres sculpteurs retiennent l'attention du critique de L'Indépendance belge : Pierre Puyenbroeck, dont la Sainte Famille annoncée de style gothique n'en a pas les caractéristiques, Auguste-Hyacinthe Debay, expose un Berceau primitif, un plâtre offrant une certaine grandeur. Jacob Jacobs, quittant ses brouillards de l'Escaut, offre une toile orientaliste et chaleureuse : Vue de Constantinople. Adolphe Jouvenel, Joseph-Pierre Braemt et son élève Laurent Hart présentent les médailles.

## Satire
En septembre 1845, un livret rédigé et illustré de caricatures intitulé Promenade charivarique au Salon de Bruxelles est publié et constitue une charge générale s'attaquant, en les caricaturant par le dessin, les boutades, et les calembours, aux œuvres les plus connues des peintres et des sculpteurs : Calame, Van Maldeghem, Navez, van Bree, Gallait, ou encore Lehon. Le vocabulaire des critiques d'art est également tourné en dérision : leur champ lexical est analysé sans complaisance. L'Indépendance belge y voit un recueil de boutades spirituellement mordantes,.

## Résultats

### Médailles
Lors de la réunion de la commission des récompenses, les distinctions suivantes sont octroyées par le ministère de l'Intérieur et confirmées par un Arrêté royal du 1er décembre 1845, 24 médailles d'or et 44 médailles de vermeil sont octroyées.

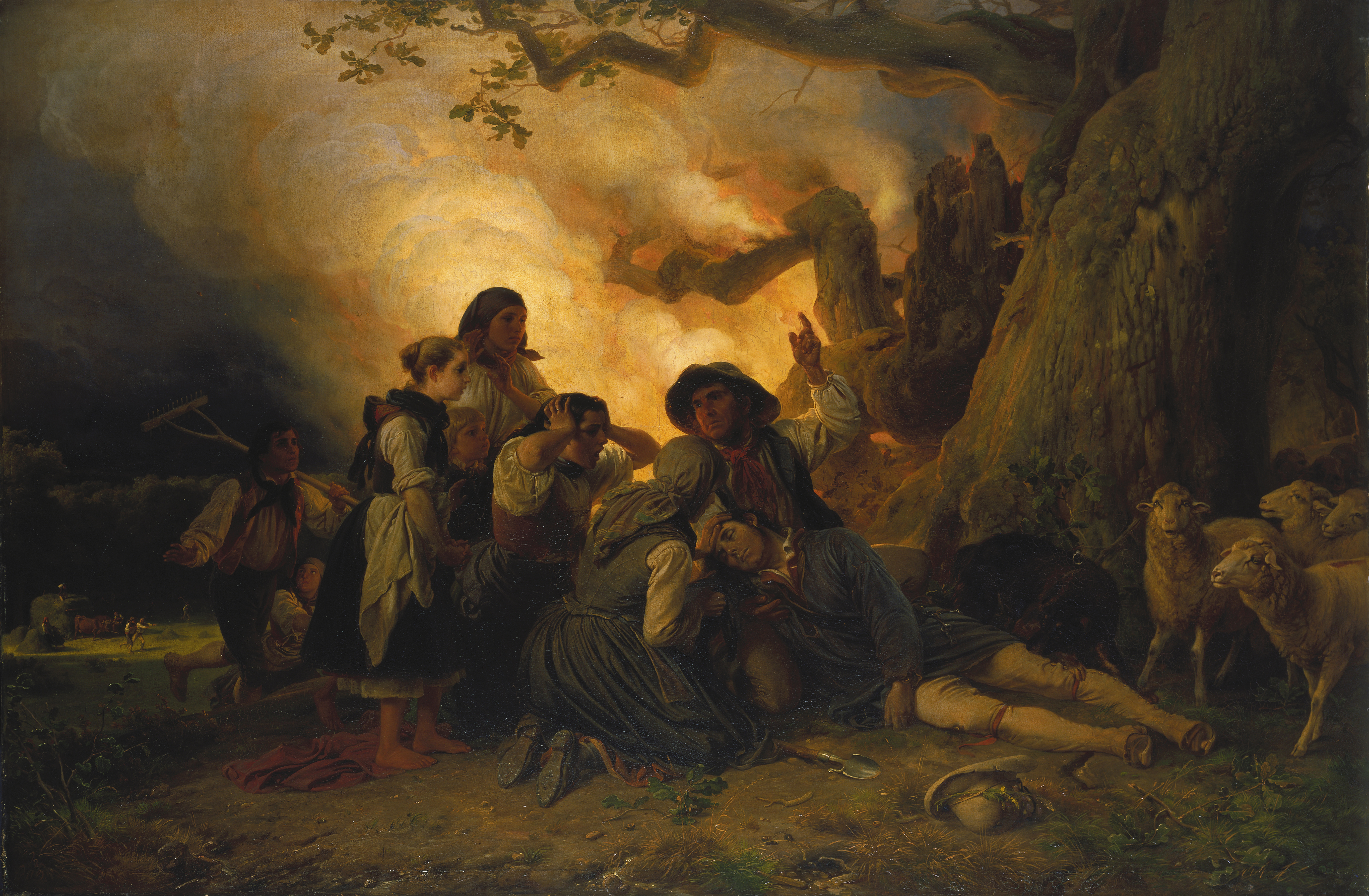
Un berger frappé par la foudre, par Jakob Becker, médaille d'or au Salon de 1845.

#### Médailles d'or
Les vingt-quatre médailles d'or sont décernées aux artistes suivants : 
- Jakob Becker, Un berger frappé par la foudre,
- Léon-Marie-Joseph Billardet, Les Bellini,
- Erin Corr, Le Christ expirant sur la croix, gravure,
- Auguste-Hyacinthe Debay, Berceau primitif, plâtre,
- Charles-Auguste Fraikin, L'Amour captif, statue,
- Jozef Geirnaert, La Bienfaisance de la duchesse de Chartres,
- Jules Victor Génisson, Les Archiducs Albert et Isabelle visitant la cathédrale de Tournai en 1600,
- Jacob Jacobs, Vue de Constantinople,
- Adolphe Jouvenel pour ses médailles,
- Pierre-Louis Kühnen, Un effet de soleil couchant, paysage commandé par le gouvernement,
- Achille-Louis Martinet, Charles Ier, gravure,
- Lambert Mathieu (Louvain), Le Calvaire,
- Simon Saint-Jean, Un vase avec fleurs,
- Ernest Slingeneyer, La Mort héroïque de Jean Jacobsen d'Ostende lors du blocus de cette ville en 1622,
- Benoît Taurel, pour ses gravures,
- Charles-Philogène Tschaggeny, Le Laboureur au repos,
- Hubertus van Hove, Le Repas,
- Petrus van Schendel, Un marché hollandais, clair de lune, double effet de lumière,
- François Verheyden (Anvers), Des jeunes filles au bois,
- Samuel-Leonardus Verveer, Le Départ pour le marché, Rotterdam,
- Charles Augustin Wauters, Giotto,
- Florent Willems, Les Arbalétriers,
- Johan Bernhard Wittkamp, (Anvers), L'Hivernage des Hollandais à la Nouvelle-Zemble en 1596-1597.

#### Médailles de vermeil
Les quarante-quatre récipiendaires des médailles de vermeil et les œuvres primées sont :
- Charles Billoin : L'Invention de la Sainte-croix (dessin).
- David Bles : Une scène de ménage.
- Paul Bouré : Prométhée exposé sur le Caucase à être dévoré par les vautours (sculpture).
- Henry Brown : Le Christ en croix (gravure sur bois).
- Gustave Buschmann : La Translation d'une relique de sainte Catherine.
- Jean-Baptiste Capronnier : Apparition de la sainte Vierge à Simon Stock (peinture sur verre).
- Paul Clays : La Catharina.
- François Antoine De Bruycker : Jeunes filles jouant à la main chaude.
- Xavier De Cock : Trois bœufs au repos.
- Henri de Coene : Une espièglerie.
- Jean Joseph Dehoy : Guillaume van de Velden à l'étude.
- David de Noter : Le Père complaisant.
- Henri Joseph Dillens : Charles-Quint et le porcher.
- Désiré Donny : Un effet de lune.
- Edward Dujardin : Le Premier mort.
- Ange François : L'Incarcération de Thomas Morus à la Tour de Londres.
- Edouard Gisler : Tableau de famille.
- Louis-Aimé Grosclaude : Les Sœurs de lait.
- Johannes Franciscus Hoppenbrouwers : Un hiver.
- Louis Huard : Un convoi de blessés sous Louis XV.
- Joseph Jaquet : Vénus et l'Amour (modèle en plâtre).
- Joseph Anne Le Roy : Des cavaliers dans la cour d'une auberge.
- Eduard Mandel : deux gravures.
- Alexandre Markelbach : Le Berceau du poète.
- Jean-Baptiste Meunier : Saint Sébastien et Giorgone et Primaticcio (gravures).
- Herminie Mutel : quatre portraits miniatures.
- Emmanuel Noterman : Une jeune laitière indiquant à des fraudeurs embusqués la position des douaniers.
- Frédérique Émilie Auguste O'Connell : Le Meurtre de Marguerite d'Anjou devant son fils Édouard IV roi d'Angleterre.
- Jean-François Portaels : Ruth sortant le matin du champ de Booz.
- Carl Theodor Reiffenstein : Un orage.
- Alexandre Robert : Le Retour de l'esclavage.
- Adolphe Roberts-Jones : Moutons et agneaux (plâtre).
- Albert Roberti : La Tenue d'un chapitre de l'ordre de la Toison d'or par Charles-Quint, le 30 janvier 1546, en la ville d'Utrecht.
- Jean Robie : Fleurs, fruits et gibier.
- Natale Schiavoni : Le Repentir.
- Joseph Schubert : Notre-Dame des Affligés (lithographie).
- Louis Tiberghien : La Femme adultère.
- Edmond Tschaggeny : Le Passage d'eau.
- Alphonse Van den Eycken : Un hiver.
- Charles Venneman : Le Concert burlesque.
- Henri Daniel Verbeeck : Hiver, vue prise aux environs d'Anvers.
- Charles Verlat : Le Tintoret donnant une leçon de dessin à sa fille.
- Louis-Pierre Verwée : La Lisière du bois ; paysage.
- Henry Voordecker : Un pigeonnier.

### Ordre de Léopold
En vertu du même Arrêté royal, neuf artistes, belges et étrangers, sont élevés au rang de chevaliers de l'ordre de Léopold : Joseph-Pierre Braemt, graveur en médailles à Bruxelles, Charles Brias, peintre de genre, Alexandre Calame, peintre de paysages à Genève, François Forster, graveur en taille-douce à Paris,  Charles Geerts, sculpteur à Louvain, Eugène Lepoittevin, peintre de genre à Paris, Andreas Schelfhout, peintre de paysages à La Haye, Barthélemy Vieillevoye, directeur de l'Académie des beaux-arts de Liège et Anthonie Waldorp, peintre de paysages et de marines à La Haye.

### Achats
Le roi Léopold Ier et la reine Louise effectuent plusieurs achats d'œuvres exposées au Salon, notamment : Le Port hollandais de Petrus van Schendel, Dante à Ravenne par Édouard Jean Conrad Hamman, Les Bruyères de la Campine par Alexandre Thomas Francia, Alfândega dans les Algarves par Paul Clays, Vue prise en Grèce par Jacob Jacobs, Plage, soleil couchant par Jacques Van Gingelen et Clair de Lune par le même. La reine Victoria achète également plusieurs toiles,.

### Catalogue
- Catalogue, Exposition nationale des Beaux-Arts : explication des ouvrages de peinture, sculpture, gravure, dessin et lithographie exposés au Salon de 1845, Bruxelles, Demortier frères, 1845, 136 p. (lire en ligne).